# 1992年夏季残疾人奥林匹克运动会波兰代表团
1992年夏季残疾人奥林匹克运动会波兰代表团是波兰派出的1992年夏季残疾人奥林匹克运动会代表团。获得10枚金牌、12枚银牌和10枚铜牌。